# Oreovica (miasto Pirot)
Oreovica (cyr. Ореовица) – wieś w Serbii, w okręgu pirockim, w mieście Pirot. W 2011 roku liczyła 80 mieszkańców.